# Gmina Dzierżoniów
Gmina Dzierżoniów je polská vesnická gmina v okrese Dzierżoniów v Dolnoslezském vojvodství. Sídlem gminy je město Dzierżoniów. V roce 2020 zde žilo 9 013 obyvatel.
Gmina má rozlohu 141,1 km² a zabírá 29,4 % rozlohy okresu. Skládá se z 13 starostenství.

## Části gminy
Starostenství
Dobrocin, Jędrzejowice, Kiełczyn, Książnica, Mościsko, Nowizna, Ostroszowice, Owiesno, Piława Dolna, Roztocznik, Tuszyn, Uciechów, Włóki